# Mieczysław Marusieński

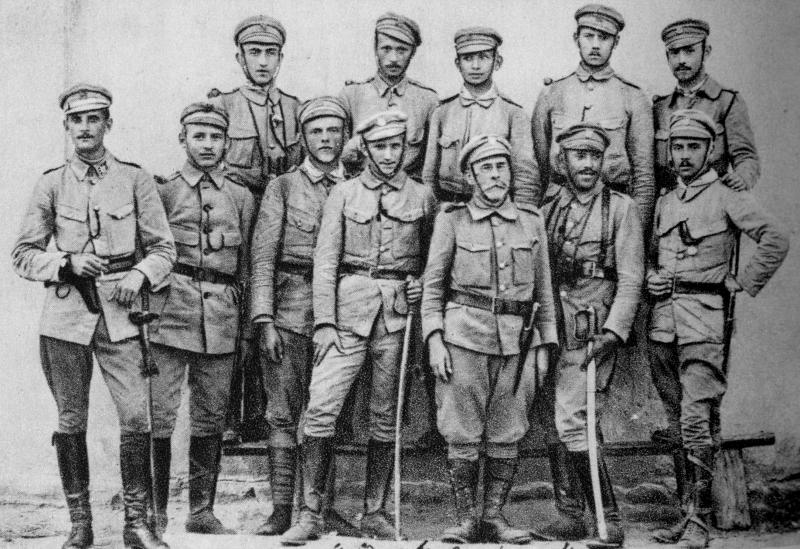
II pluton Pierwszej Kompanii Kadrowej w Krakowie. 1 rząd, 3. od lewej: ppor. Mieczysław Marusieński ps. „Lelum”.

Mieczysław Marusieński (ur. 21 listopada 1893 w Rytwianach k. Sandomierza, poległ 2 października 1915 pod Bielską Wolą) – podporucznik Legionów Polskich, uczestnik I wojny światowej, kawaler Orderu Virtuti Militari.

## Życiorys
Syn Kazimierza i Marii z domu Schneider. Absolwent Szkoły Mechaniczno-Technicznej Wawelberga i Rotwanda w Warszawie. Od 1910 r. zakładał koła Stowarzyszenia Młodzieży Postępowo-Niepodległościowej „Filarecja” w Warszawie, był członkiem Komitetu Centralnego tej organizacji, należał do najaktywniejszych zwolenników kontynuacji bojkotu rosyjskich szkół średnich. W 1912 r. wstąpił do ZWC w Krakowie. W sierpniu 1912 r. założył pierwszą sekcję ZWC w Warszawie. Od 1913 r. należał do Związku Strzeleckiego. Od 6 sierpnia 1914 w Legionach Polskich, żołnierz 1 plutonu Pierwszej Kompanii Kadrowej, a następnie 1 pułku piechoty Legionów Polskich), z którym walczył podczas I wojny światowej.
Szczególnie odznaczył się 22 grudnia 1914 w bitwie pod Łowczówkiem, gdzie „zastąpił rannego podczas walk d-cę swojego plutonu, prowadził dalej oddział do szturmu, kierował ogniem i wskazywał cele ataku, wykazując w tych trudnych chwilach wielką przytomność umysłu i odwagę”. 27 maja 1922 za tę postawę został odznaczony pośmiertnie orderem wojskowym „Virtuti Militari" V klasy.
Brał też udział w walkach nad Stochodem, pod Maniewiczami czy pod Kostiuchnówką. W październiku 1915 poległ w walce jako dowódca plutonu pod Bielską Wolą na Wołyniu. Został pochowany na polu bitwy. 
Był kawalerem.

## Ordery i odznaczenia
- Krzyż Srebrny Orderu Wojskowego Virtuti Militari nr 7176[3][9] – pośmiertnie, 17 maja 1922[7][4]
- Krzyż Niepodległości – pośmiertnie[3][10]